# Itecad

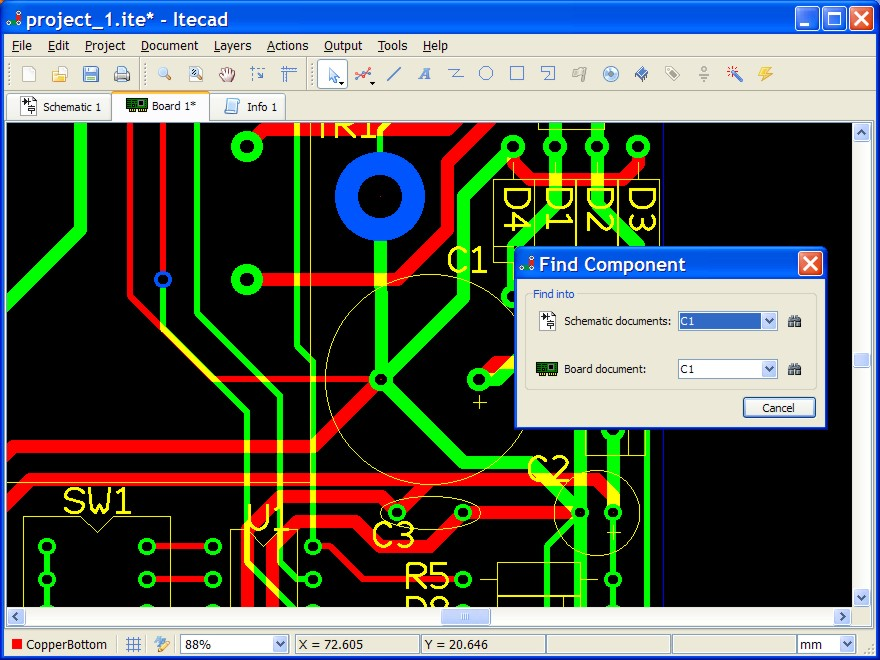
PCB Editor.

Itecad è un programma di Electronic Design Automation (EDA) distribuito con licenza open source. In un unico ambiente di sviluppo integrato consente il disegno di schemi elettrici e la successiva generazione dei circuiti stampati (PCB) con l'esportazione dei file Gerber.
Il software è nato per un utilizzo interno della Iteco ed è ora disponibile gratuitamente per tutti i progettisti elettronici. La prima versione pubblica di Itecad è la 1.0 del 20 dicembre 2010 ed è stata sviluppata da Alberto Plano. Itecad è interamente programmato in C++ utilizzando la libreria multipiattaforma Qt.

## Ambiente di sviluppo integrato (Integrated Design Environment)
L'interfaccia del programma non usa finestre separate ma integra tutti i documenti dei progetto (schematici, PCB ed eventuali commenti) in un unico ambiente IDE dove ogni documento è accessibile tramite scheda.
I documenti possono essere di tipo:
- schemi elettrici - editabili dall'editor di schematici
- circuiti stampati - editabili dall'editor PCB
- note - editabili da un editor di testo integrato e utili per commentare il progetto

## Caratteristiche Editor di Schematici
- Nessun limite al numero di componenti e di schematici inseribili in un progetto.
- Area massima di disegno per ogni schematico di 1m x 1m (40 inch x 40 inch)
- Creazione dei simboli dei componenti tramite l'editor integrato
- Output della distinta base (BOM) importabile sui più comuni fogli elettronici

## Caratteristiche Editor PCB
- Dimensione massima delle schede di un progetto di 1m x 1m (40 inch x 40 inch)
- Limite massimo di 2 signal layer
- Risoluzione di 0,01 thou (0,254 micron)
- Creazione dei footprint dei componenti tramite l'editor integrato
- Design Rule Check (DRC) basata sulle forme
- Piani di massa editabili
- Output delle schede in formato gerber (R-274D/X) e Drill.